# Quân đội nhà Thục Hán
Quân đội nhà Thục Hán phản ánh việc tổ chức quân đội của nhà Quý Hán trong khoảng 42 năm tồn tại chính thức trong thời đại Tam quốc của lịch sử Trung Hoa. Hoạt động quân sự nhà Thục Hán diễn ra ở cả phía bắc, phía nam; cả bên trong và ngoài biên giới. Quân đội nhà Thục Hán rất nổi tiếng trong lịch sử Trung Hoa nói riêng và văn hóa Đông Á nói chung nhờ ảnh hưởng của tác phẩm Tam quốc diễn nghĩa - một trong tứ đại danh tác của văn học Trung Hoa do La Quán Trung sáng tác vào thế kỷ 14. Quân đội nhà Thục Hán cũng có thể được xem là một thế lực tàn dư danh chính ngôn thuận của quân đội Đại Hán cùng với những chiến lược gia và danh tướng tài ba dũng cảm trong thời kỳ này như Gia Cát Lượng, Quan Vũ, Triệu Vân hay Khương Duy.

## Những danh tướng nổi tiếng trong lịch sử Trung Hoa
- Quan Vũ (chữ Hán: 關羽, ? - 220) là một trong những nhân vật lịch sử của Trung Quốc được biết đến nhiều nhất ở khu vực Đông Á, hình tượng của ông đã được tiểu thuyết hóa trong Tam quốc diễn nghĩa của La Quán Trung và sau này được khắc họa trong các dạng hình nghệ thuật như kịch, chèo, tuồng, phim ảnh v.v... với những chiến tích và phẩm chất đạo đức được đề cao, thêm thắt, cũng như được thần thánh hóa trong các câu chuyện dân gian, bắt đầu từ thời kỳ nhà Tùy (581-618). Ông cũng được thờ cúng ở nhiều nơi với tượng mặt đỏ, râu dài, tay cầm cây thanh long yển nguyệt và/hoặc cưỡi ngựa xích thố, đặc biệt là ở Hồng Kông. Tương truyền thanh long đao của ông nặng 82 cân (khoảng 49 kg ngày nay). Dân gian xem ông như một biểu tượng của tính hào hiệp, trượng nghĩa và trung thành, nhưng các nhà sử học cũng phê phán ông vì tính kiêu căng, ngạo mạn.

- Triệu Vân (chữ Hán: 趙雲, bính âm: Zhao Yun, ?-229 [3]), tên tự là Tử Long (子龍), người vùng Thường Sơn, là danh tướng thời kỳ cuối nhà Đông Hán và thời Tam Quốc ở trong lịch sử Trung Quốc. Ông là vị anh hùng nổi tiếng trong trận Trường Bản.

- Khương Duy (姜維, bính âm: Jiang Wei, 202-264), là một đại tướng nhà Thục Hán thời Tam Quốc trong lịch sử Trung Quốc.

## Chiến lược gia nổi tiếng trong lịch sử Trung Hoa
- Gia Cát Lượng (chữ Hán: 諸葛亮; Kana: しょかつ りょう; 181 – 234), biểu tự Khổng Minh (孔明),[4] hiệu Ngọa Long tiên sinh (臥龍先生), là nhà chính trị, nhà quân sự kiệt xuất của Trung Quốc trong thời Tam Quốc.

## Những trận chiến lớn liên quan tới tập đoàn quân phiệt Thục Hán
- Trận Trường Bản, (208) giữa Lưu Bị và Tào Tháo. (chưa chính thức)
- Trận Xích Bích, (208) giữa liên quân Tôn-Lưu và Tào Tháo. (chưa chính thức)
- Trận chiến tại Phàn Thành, (219) giữa Tào Nhân và Quan Vũ. (gần như chính thức)
- Trận Di Lăng, (221-222) giữa Lưu Bị và Lục Tốn nhà Ngô. (chính thức)
- Thất cầm Mạnh Hoạch, (225) Gia Cát Lượng 7 lần tha cho Mạnh Hoạch và cuối cùng đã thu phục được Mạnh Hoạch. (chính thức)
- Lục xuất Kỳ Sơn, (228-234) Gia Cát Lượng 6 lần lên Kỳ Sơn. (chính thức)
- Cửu phạt trung nguyên, (247-262) Khương Duy 9 lần phạt trung nguyên. (chính thức)